# Fantakuchen

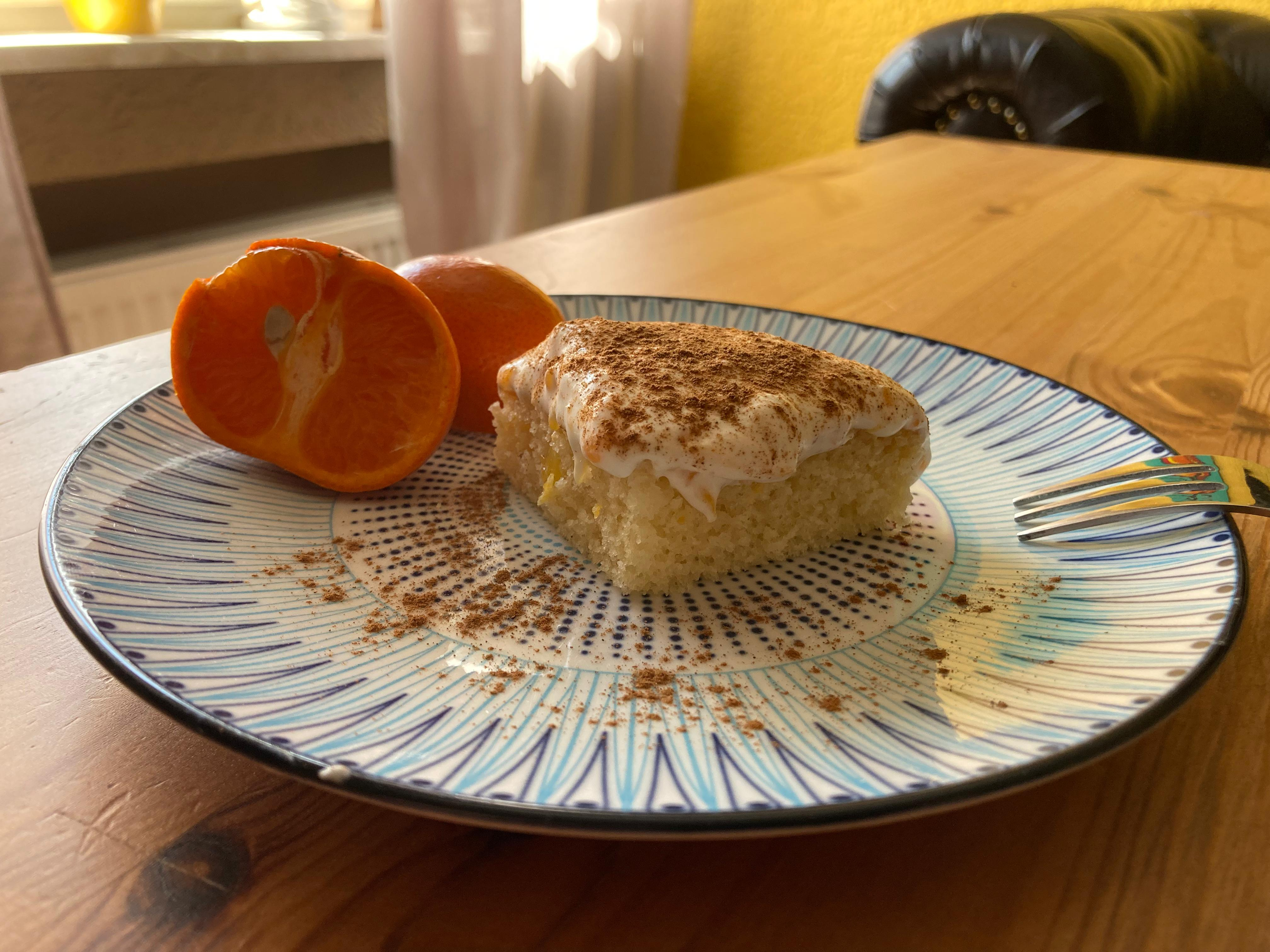
Fantakuchen

Fantakuchen ist ein aus Deutschland stammender Kuchen mit einer Basis aus Biskuitmasse. Eine Hauptzutat ist Fanta, ein kohlensäurehaltiges Erfrischungsgetränk, das durch Sprudeln eine weichere Konsistenz bietet als normale Kuchen aus Biskuitmasse. Der Kuchen ist mit einem Zuckerguss oder einer Schmand-Mandarinenschicht überzogen. Der Kuchen wird gerne zu Geburtstagen oder ähnlichen Anlässen serviert.
Es gibt ähnliche Rezepte, welche andere kohlensäurehaltige Erfrischungsgetränke verwenden. So benutzt man z. B. Sprite für Spritekuchen und Coca-Cola für Colakuchen. Auch Limonade kann für Limokuchen verwendet werden. 
In den Südstaaten der USA tauchen im 20. Jahrhundert ähnliche Kuchen aus 7 Up, Coca-Cola, und Dr Pepper auf. Die Restaurantkette Cracker Barrel setzte in den 1990er Jahren einen „cola cake“ auf seine Speisekarte, mit weiteren Versionen wie auch dem „double chocolate fudge Coca-Cola cake“. 
Bierkuchen entstehen durch eine ähnliche Herstellungsweise, welche die natürliche Kohlensäure von Bier benutzt.